# Hans-Hartmut Peter
Hans-Hartmut Peter (* 1942 in Darmstadt) ist ein emeritierter deutscher Professor für Immunologie und Rheumatologie an der Fakultät für Medizin der Albert-Ludwigs-Universität Freiburg und Ärztlicher Direktor der Abteilung Rheumatologie und Klinische Immunologie am Universitätsklinikum Freiburg.

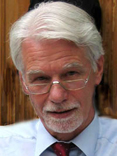
Hans-Hartmut Peter

## Leben
Hans-Hartmut Peter legte 1962 das Abitur an der Georg-Büchner Schule in Darmstadt ab und studierte anschließend von 1962 bis 1967 Medizin in Marburg, Paris und Heidelberg. 1967 promovierte er am Deutschen Krebsforschungszentrum in Heidelberg. Es folgte 1968 ein erstes Postdoktorat mit Unterstützung der Studienstiftung des deutschen Volkes am Institut de Recherches Scientifiques sur le Cancer in Villejuif bei P. Grabar. Von 1969 bis 1970 absolvierte er eine Medizinalassistentenzeit am Universitätsklinikum Heidelberg, 1970 bis 1972 folgte ein zweites Postdoktorat im Rahmen eines DFG-Forschungsstipendiums am Scripps Research Institute, La Jolla (Kalifornien) am Department of Immunology bei J. D. Feldman. 1973 wurde Peter Assistenzarzt an der Medizinischen Hochschule Hannover in der Abteilung für Klinische Immunologie (H. Deicher) und ging 1974 für sechs Monate im Rahmen eines Sabbaticals ans Hôpital St. Louis Paris (Departement Immunologie, bei F. Kourilsky). Seine 1976 an der Medizinischen Hochschule Hannover erlangte Habilitation beschäftigte sich mit Formen lymphozytärer Toxizität. Es schloss sich von 1978 bis 1983 eine Tätigkeit als Oberarzt in der Abteilung Innere Medizin der Medizinischen Hochschule Hannover an. 1984 erhielt er einen Ruf an das Universitätsklinikum Freiburg, wo er Ärztlicher Direktor der Abteilung für Rheumatologie und Klinische Immunologie wird. Seit 2002 leitet Peter als Sprecher den Sonderforschungsbereich 620 zum Thema Immundefizienz und ist seit 2008 Medizinischer Direktor und Sprecher des integrierten Forschungs- und Behandlungszentrums für chronische Immundefizienz (CCI) am Universitätsklinikum Freiburg.

## Forschung
In seiner wissenschaftlichen Arbeit beschäftigt sich Hans-Hartmut Peter vor allem mit Klinik und Genetik der Antikörpermangelsyndrome. Vaskulitiden, Immunsuppressive und immunmodulierende Therapien bilden einen weiteren Schwerpunkt. Seine klinischen Schwerpunkte liegen vor allem in den Bereichen Autoimmunität und Immundefizienz. Dabei liegt der Fokus auf Erkrankungen des rheumatischen Formenkreises, Kollagenosen, Vaskulitiden, Granulomatosen und monoklonalen Gammopathien. Primäre und sekundäre Immundefekte bilden einen weiteren wichtigen klinischen wie wissenschaftlichen Schwerpunkt. Die Forschung im Sonderforschungsbereich 620 (SFB 620), an dessen Einrichtung Peter 2002 maßgeblich beteiligt war, umfasst ein breites Spektrum von wissenschaftlichen Projekten aus dem Bereich Immundefizienz, mit einem direkten Bezug zur Patientenbehandlung. Das Centrum für chronische Immundefizienz (CCI) führt die translationale Ausrichtung des SFB 620 weiter und integriert erstmals in Deutschland modellhaft Forschung und Behandlung im Bereich Immundefizienz.
Peter veröffentlichte etwa 350 Publikationen in internationalen Zeitschriften der Immunologie, Rheumatologie und Inneren Medizin.

## Auszeichnungen und Funktionen
- 1968: Stipendiat der Studienstiftung des Deutschen Volkes
- 1970–1972: DFG-Forschungsstipendium
- 1974: CNRS Fellowship des französischen Staates
- 1975: Friedrich Zimmermann Young Investigator Award der MHH
- 1973–2003: Member of the American Association of Immunologists
- 2000–2002: Präsident der Deutschen Gesellschaft für Immunologie
- seit 2006: Außerordentliches Mitglied der Arzneimittelkommission der deutschen Ärzteschaft

Peter war beziehungsweise ist Mitglied in verschiedenen Editorial Boards wissenschaftlicher Fachjournale wie Immunobiology, Allergology, Clin Exp Immunol und Current Opinion in Rheumatology.